# Kazumasa Oda Tour 2019 ENCORE!! ENCORE!! in さいたまスーパーアリーナ
『Kazumasa Oda Tour 2019 ENCORE!! ENCORE!! in さいたまスーパーアリーナ』（カズマサ オダ ツアー 2019 アンコール アンコール イン さいたまスーパーアリーナ）は、2019年11月27日にLittle Tokyo（アリオラジャパン/ソニー・ミュージックレーベルズ）から発売された小田和正のライブ映像作品。

## プロモーション、マーケティング
店舗別に、全国共通特典で「オリジナルポストカード」、Amazon.co.jp限定特典として「オリジナル三方背収納ケース」が購入特典となる（Amazon.co.jpは全国共通特典対象外）。

## 収録曲
| 全作詞・作曲: 小田和正。 |                                 |          |            |
| #                        | タイトル                        | 作詞     | 作曲・編曲 |
| 1.                       | 「OPENING」                     | 小田和正 | 小田和正   |
| 2.                       | 「会いに行く」                  | 小田和正 | 小田和正   |
| 3.                       | 「そんなことより 幸せになろう」 | 小田和正 | 小田和正   |
| 4.                       | 「こころ」                      | 小田和正 | 小田和正   |
| 5.                       | 「たしかなこと」                | 小田和正 | 小田和正   |
| 6.                       | 「夏の終り」                    | 小田和正 | 小田和正   |
| 7.                       | 「秋の気配」                    | 小田和正 | 小田和正   |
| 8.                       | 「小さな風景」                  | 小田和正 | 小田和正   |
| 9.                       | 「Re」                          | 小田和正 | 小田和正   |
| 10.                      | 「愛を止めないで」              | 小田和正 | 小田和正   |
| 11.                      | 「言葉にできない」              | 小田和正 | 小田和正   |
| 12.                      | 「my home town」                | 小田和正 | 小田和正   |
| 13.                      | 「Yes-No」                      | 小田和正 | 小田和正   |
| 14.                      | 「ご当地紀行」                  | 小田和正 | 小田和正   |
| 15.                      | 「坂道を上って」                | 小田和正 | 小田和正   |
| 16.                      | 「the flag」                    | 小田和正 | 小田和正   |
| 17.                      | 「ラブ・ストーリーは突然に」    | 小田和正 | 小田和正   |
| 18.                      | 「キラキラ」                    | 小田和正 | 小田和正   |
| 19.                      | 「YES-YES-YES」                 | 小田和正 | 小田和正   |
| 20.                      | 「さよならは 言わない」         | 小田和正 | 小田和正   |
| 21.                      | 「明日」                        | 小田和正 | 小田和正   |
| 22.                      | 「風と君を待つだけ」            | 小田和正 | 小田和正   |
| 23.                      | 「今日も どこかで」             | 小田和正 | 小田和正   |
| 24.                      | 「この道を」                    | 小田和正 | 小田和正   |
| 25.                      | 「君住む街へ」                  | 小田和正 | 小田和正   |
| 26.                      | 「風のようにうたが流れていた」  | 小田和正 | 小田和正   |
| 27.                      | 「またたく星に願いを」          | 小田和正 | 小田和正   |
| 28.                      | 「hello hello」                 | 小田和正 | 小田和正   |
| 29.                      | 「さよなら」                    | 小田和正 | 小田和正   |
| 30.                      | 「やさしい夜」                  | 小田和正 | 小田和正   |
| 31.                      | 「また会える日まで」            | 小田和正 | 小田和正   |
| 32.                      | 「会いに行く」                  | 小田和正 | 小田和正   |
| 33.                      | 「ENDING」                      | 小田和正 | 小田和正   |

## テレビ番組
小田和正 Tour 2018〜2019 ENCORE!! ENCORE!!（おだかずまさツアー2018〜2019　アンコール アンコール）は、NHK BSプレミアムにて2019年10月19日、21:00 - 22:59で放送されたライブ番組（音楽番組）。

### 解説
2019年6月にさいたまスーパーアリーナで行われたライブの模様を放送。さらにライブではおなじみとなっている名物企画「ご当地紀行」を、小田の大ファンである阿部渉（NHKアナウンサー）と一緒に訪れるなど、ライブにかける思いや今の心境をインタビューを交えて送る。

### 出演
- 小田和正
- Far East Club Band
  - 木村万作
  - 栗尾直樹
  - 稲葉政裕
  - 有賀啓雄
- 金原千恵子ストリングス
  - 金原千恵子
  - 吉田翔平
  - 徳高真奈美
  - 堀沢真己

インタビュアー
- 阿部渉（NHKアナウンサー）

### 再放送
- 2019年12月01日 12:00 - 13:59
- 2021年05月04日  13:05 - 15:04（NHK総合） ※ 地上波初放送